# The Falcon in San Francisco
The Falcon in San Francisco é um filme americano dirigido por Joseph H. Lewis em 1945.